# Kabupaten de Bangli

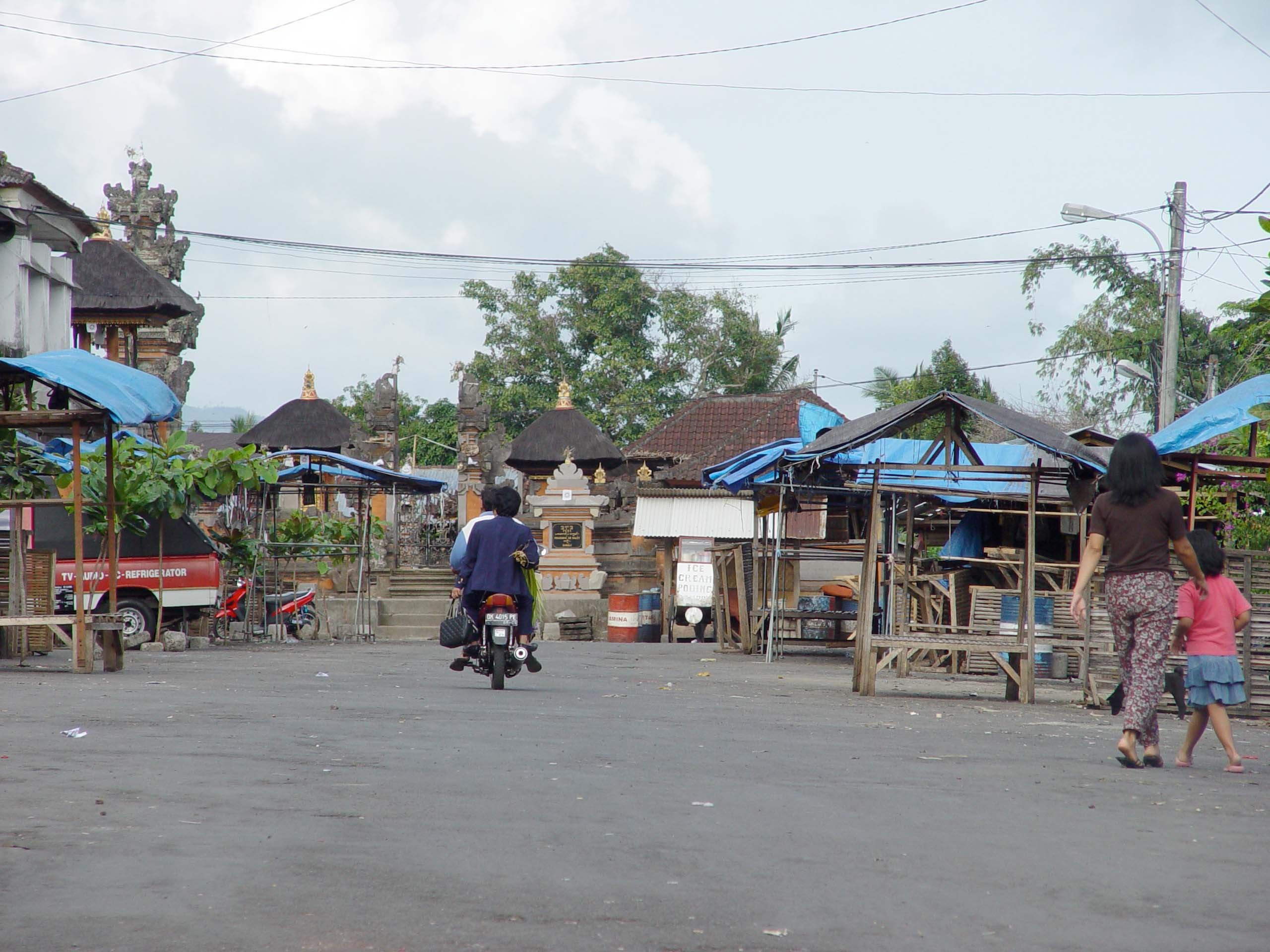
Bangli

Le kabupaten de Bangli, en indonésien Kabupaten Bangli, est un kabupaten d'Indonésie dans la province de Bali. Sa superficie est de 520,81 km² pour une population de 197.210 habitants en 2004. Son siège administratif est situé à Bangli.

## Districts

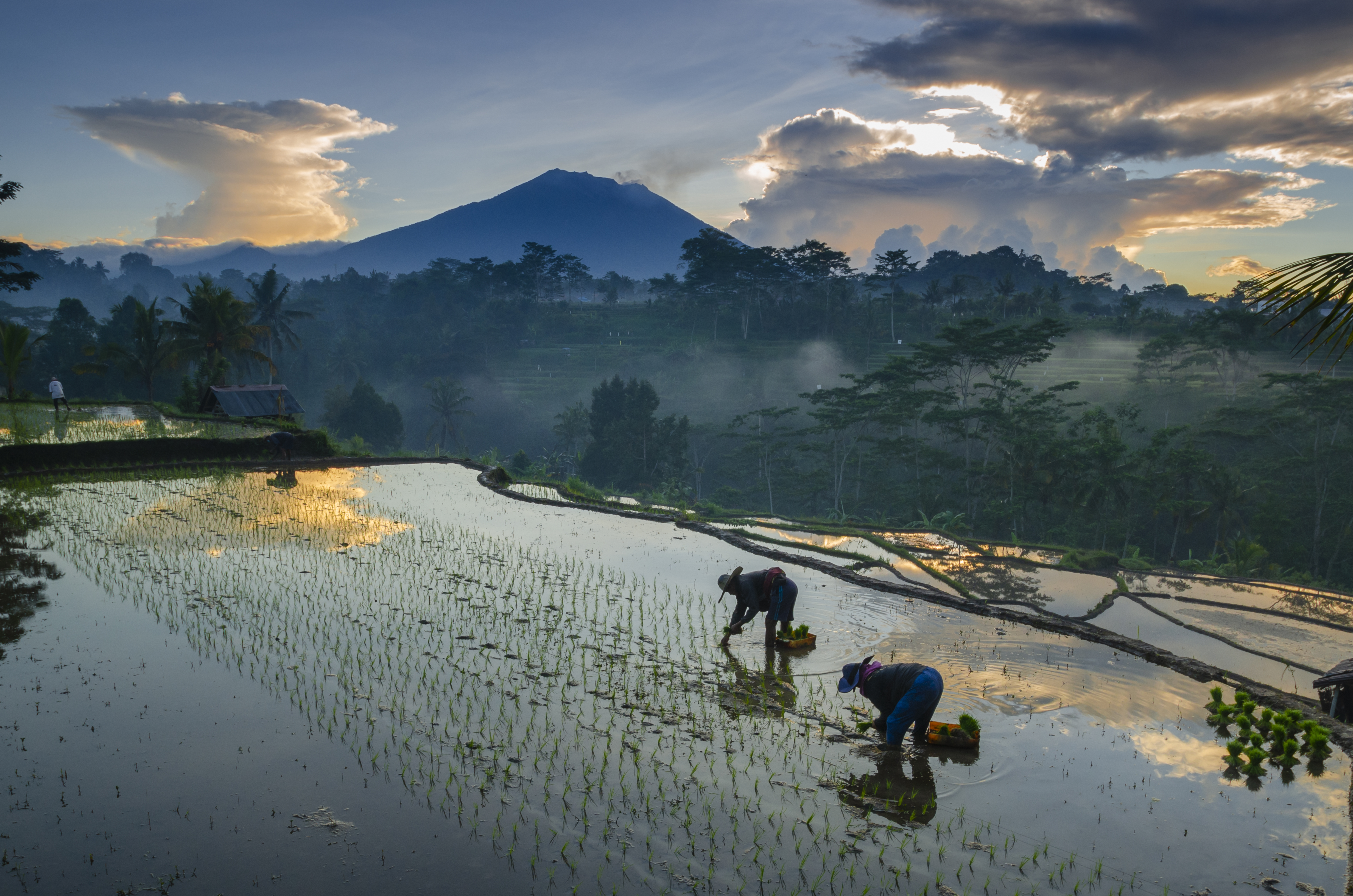
Travail dans les rizières, ici commencé à 6 heures du matin, à Tembuku, kabupaten de Bangli. Juillet 2021.

1. Kintamani
2. Susut
3. Tembuku
4. Bangli